# Maginsk
Maginsk (ros. Магинск) – wieś (sieło) w Rosji, w Baszkortostanie, w rejonie karaidielskim. W 2021 liczyła 1333 mieszkańców.